# Jeffrey Webb
Jeffrey D. Webb (nascido em 24 de setembro de 1964) é o ex-presidente da CONCACAF, Associação de Futebol das Ilhas Cayman (CIFA) e ex-dirigente da FIFA. Webb foi preso em 27 de maio de 2015 pelo caso de corrupção na FIFA em 2015.